# Societas Rosicruciana
A Societas Rosicruciana (ou Sociedade Rosacruz ) é uma Ordem Rosacruz que limita a sua filiação a Mestres Maçons Cristãos. A Ordem foi fundada na Escócia, mas atualmente existe na Inglaterra, Escócia, Canadá, Portugal e Estados Unidos. No final do século XX e início do século XXI existiram também Societas soberanas na França (SRIG) e na Roménia (SRIR) mas não subsistiram a problemas internos da Maçonaria dos respetivos países.
Embora todo o candidato deva ser um Mestre Maçom Cristão Trinitário em situação regular numa Loja reconhecida pela Grande Loja da jurisdição em que a Sociedade se reúne, as várias Sociedades não têm outros vínculos, laços ou reconhecimento oficial maçônico.
A candidatura às Societas Rosicrucianas é apenas possível por convite.
A Sociedade oferece assistência a todos os seus membros na solução dos grandes problemas da natureza e da ciência, pelo que funciona, em alguns aspectos, como uma sociedade de pesquisa.

## História
As Societas Rosicrucianas reivindicam uma ligação direta com a Irmandade Rosacruz original. Elas baseiam os seus ensinamentos nos textos nos textos Fama e Confessio Fraternitas publicados na Alemanha no início do século XVII, juntamente com outras publicações semelhantes da mesma época.
Existem várias Societas Rosicrucianas no mundo:
- Societas Rosicruciana na Escócia (SRIS; Escócia )
- Societas Rosicruciana em Anglia (SRIA; Inglaterra )
- Societas Rosicruciana em Civitatibus Foederatis (SRICF; Estados Unidos)
- Societas Rosicruciana no Canadá (SRIC; Canadá )
- Societas Rosicruciana na Lusitânia (SRIL; Portugal )

### Societas Rosicruciana na Escócia (SRIS)
A primeira Societas Rosicruciana foi a da Escócia, conhecida como Societas Rosicruciana in Scotland (SRIS).
Em janeiro de 2014, existiam sete Colégios na Escócia, três na Austrália, uma em Hong Kong e uma na Finlândia.
Os Colégios da Escócia são o Metropolitan College (Edimburgo), o East of Scotland College (Dundee), o Abraxas College (Falkirk), o West of Scotland College (Glasgow), o Muse Coila College (Stewarton, Ayrshire) o Inverness College (Inverness) e o Semper Discens College (Aberdeen).
Os Colégios na Austrália são o Aurora Australis College (Petersham, NSW) e o Hunter Valley College (New Lambton, NSW)
O Huon Pine College fica situado em Launceston, Tasmânia. O Hong Kong College fica em Hong Kong. O Aurora Borealis College fica em Seinäjoki, na Finlândia.

### Societas Rosicruciana em Anglia (SRIA)
A Societas Rosicruciana in Anglia foi fundada em 1867 e  é oriunda da SRIS segundo as receções William James Hughan  e Robert Wentworth Little nessa ordem. Os dois avançaram rapidamente na Escócia e receberam um mandado para formar uma Sociedade na Inglaterra. A reunião de constituição ocorreu em 1 de junho de 1867 em Aldermanbury, Londres, sendo Robert Wentworth Little eleito Supremo Mago.
A maioria dos Colégioss na Austrália pertencem a províncias da Societas Rosicruciana in Anglia (SRIA).

### Societas Rosicruciana em Civitatibus Foederatis (SRICF)
A Societas Rosicruciana em Civitatibus Foederatis é uma Sociedade Rosacruz com sede nos Estados Unidos. A sua história começa com a formação de um Alto Conselho em 21 de abril de 1880. A sua consagração oficial ocorreu em 21 de setembro de 1880, através de três Conselhos fundados pela Societas Rosicruciana In Scotia. Os Maçons Cristãos dos Altos Graus dos Estados Unidos pesquisando a Sociedade Rosacruz para Maçons no Reino Unido interessaram-se em organizar um corpo semelhante nos Estados Unidos. Eles fizeram-no sob a autoridade da Escócia (Societas Rosicruciana In Scotia) com a ajuda do  Dignissimo Charles Matier da SRIS, já em 1873. Esse esforço desapareceu dois anos mais tarde, sob liderança do MD Frater George S. Blackie VIII e foi então concedida nova Carta Patente pelo SRIS mais tarde em 1878. O Dr. Jonathon J. French, era grau IX da Sociedade Rosacruz dos Estados Unidos e abriu o Colégio Provincial Matier Royal com uma Carta de Lord Inverurie, Conde de Kintore e Supremo Mago do SRIS. O Colégio recebeu o nome de Charles Fitzgerald Matier, o primeiro Supremo Mago do SRIS que serviu em 1876. Harold Van Buren Voorhis sustenta que o Colégio de Illinois sob o Dr. French nunca esteve verdadeiramente ativo, e certamente durou pouco, pois o Dr. French teve uma morte prematura em 1879. Harold Voorhis sustenta que o Colégio de Illinoi do Frater Stodart Blackie em Nova York não passou de um boato sem fundamento. Desde então, no entanto, isson foi estabelecido como fato histórico.
Em 1878, um grupo de maçons norte-americanos seniores (Daniel Sutter e Charles W. Parker) liderado por Charles E. Meyer (1839-1908) da Pensilvânia viajou para a Inglaterra e, em 25 de julho de 1878, foi recebido no grau de Zelator em Yorkshire Faculdade em Sheffield. Eles solicitaram uma Carta Patente, mas não tendo obetido resposta, voltaram-se para a Escócia e receberam uma carta do Colégio de Edimburgo em 1879.
A Sociedade da Escócia é realmente a mais antiga, pois Walter Spencer é registrado como tendo sido iniciado no SRIS por Anthony Oneil Haye em 1857, e há documentos nos arquivos do SRIA que mostram que Robert Wentworth Little e William J. Hughan foram iniciados em 1866 e 1867 por Anthony O'Neal Haye, Magus Max, Ros. Soc. Scot. Com HHM Bairnfathur assinando como Secretário. A Societas Rosicruciana em Anglia foi formada na Inglaterra em 1866 por Robert Wentworth Little. Mais tarde, e a SRIA sentiu a necessidade de conceder uma Carta ao SRIS em 24 de outubro de 1873.
Uma segunda Carta foi concedida pelo SRIS a um Colégio em Nova York, e Fratres da Filadélfia e Nova York  reuniram-se na Filadélfia em 21 de abril de 1880 e formaram um Alto Conselho , então conhecido como SRRCA ou Societas Rosicrucianae República Confederal America. mais tarde mudou de nome para a Sociedade dos Rosacruzes nos EUA pelo Most Worther Frater Shryock na sua capacidade de Magus Supremo e, em seguida, o  nome, foi corretamente latinizado em 1934 por & por sugestão do Dr. William Moseley Brown sob o mandato de Digníssimo Frater Hamilton. Brown compôs o nome (Societas Rosicruciana In Civitatibus Foederatis) e apresentou-o em 17 de janeiro de 1934.
O SRICF opera continuamente desde a sua formação no século XIX, e está prosperando hoje com um aumento de jovens maçons sendo convidados para suas fileiras.
A afiliação é feita apenas por convite e baseia-se na afiliação maçônica convencional, bem como em uma profissão de fé cristã. A associação foi inicialmente restrita a 36 membros por Colégio, mas isso foi alterado em 1908 por MW Thomas Shryock para 72 membros por Colégio. A Sede do Alto Conselho é em Washington, DC
O SRICF é amigo dos SRIS (Escócia) e SRIA (Anglia), bem como do SRIC (Canadá) e ajudou a causa de Rosicruciana, capacitando outros Altos Conselhos soberanosem seus próprios países. soberania em todo o mundo. São o SRIL na Lusitânia (Portugal), o SRIG em Gallia (França) e o SRIR (Romênia). Os dois últimos desaparecidos.

#### Lista de Magos Supremos da SRICF
- Charles E. Meyer, 1880–1908
- Thomas J. Shryock, 1908–1918
- Eugene A. Holton, 1918–1927
- Frederick W. Hamilton, 1927–1940
- Arthur D. Prince, 1940-1950
- Harold VB Voorhis, 1950–1979
- Laurence E. Eaton, 1979-1984
- Henry Emerson, 1984-1986
- William G. Peacher, 1986-1992
- Joseph S. Lewis, 1992-1995
- James M. Willson Jr., 1995-1998
- Thurman C. Pace, Jr., 1998-2007
- William H. Koon, II, 2007–2019
- Jeffrey N. Nelson, 2019-Presente

### Societas Rosicruciana in Canadá (SRIC )
A Societas Rosicruciana in Canadiensis foi mencionada pela primeira vez em uma declaração de 31 de maio de 1876, mas não foi formalmente constituída (por um coronel. McLeod Moore, através de seu conhecimento com John Yarker ) antes de 19 de setembro daquele ano. A maioria dos membros veio da cidade de Maitland, Ontário . A sociedade constituiu um Alto Conselho  exatamente um ano depois, mas a Sociedade ficou suspensa algures depois de 1889.
Em 1936, o Ontario College foi criado através de uma Carta do SRICF. O pastor  Manly Palmer Hall, EHD Hall, membro da primeira Sociedade Rosacruz do Canadá, foi eleito membro fundador do Ontario College. Devido a possíveis questões jurisdicionais, apesar de ter tentado adquirir uma carta da SRIA ou da SRIS, um Alto Conselho Canadense só foi formado em 29 de junho de 1997, e a SRIC é agora um órgão independente.
As Societas de Rosicruciana, no Canadá, lançaram um novo site: http://rosicrucians.ca/

### Societas Rosicruciana na Lusitânia (SRIL )
A Societas Rosicruciana na Lusitânia (SRIL) foi constituída em 5 de outubro de 2002 em Portugal. O seu Alto Conselho  foi imediatamente reconhecido pela Societas Rosicruciana em Civitabus Foederatis (EUA) e consagrado o seu Supremo Magus Pinto Coelho pelo Supremo Mago Thruman Pace da (SRICF) coadjuvado pelo Supremo Mago Dominique Doyen (SRIG) .
A afiliação na SRIL é feita apenas por convite e baseia-se na afiliação maçônica regular e na profissão de fé Cristã Trinitária. O número máximo de membros é de 72 por Colégio, e são chamados de Fraters.
O SRIL está em harmonia com todas as Sociedades Rosacruzes regulares: Societas Rosicruciana na Escócia (SRIS), Societas Rosicruciana em Anglia (SRIA) e Societas Rosicruciana em Civitas Foederatis (SRICF).
As várias sociedades não têm outros vínculos maçônicos, laços ou reconhecimento oficial.
As Societas Rosicruciana, na Lusitânia, vem apoando, através da ajuda mútua e do encorajamento fraterno os Fratres a desvendar os grandes problemas da vida, a descobrir os segredos da natureza, a estudar o sistema de filosofia ensinado pelos Fratres da Rosa-Cruz desde o ano de 1440. e ainda a procurar o significado e o simbolismo de toda a herança da Sabedoria, das Artes e da Literatura do mundo antigo.
O corpo diretivo da Sociedade é o Alto Conselho, composto por Fratres da Terceira Ordem (IX e VIII), além dos Celebrantesdos Colégios que não sejam membro da Terceira Ordem. O Dirigente máximo da Sociedade é intitulado " Supremo Mago". e foi eleito ad vitam, mas de acordo com a Constituição revista de 2019, o Supremo Mago da SRIL  é, atualmente, eleito por 3 anos renovável, enquanto tiver o apoio dos Fratres do Alto Colégio.
As estruturas básicas das Sociedades rosacruzes são chamados Colégios. Actualmente, existem Colégios sob jurisdição da SRIL no norte e centro /sul da Província de Portugal e no norte, centro e sul da Província de Itália. Actualmente, existe uma petição para a constituição de um novo Colégio no entro de Portugal.
O Magus Supremo possui um Colégio próprio, chamado Colégio Metropolitano .
Cavaleiro Grande Cruz (CGC)  é a distinção mais importante do Conselho Superior da SRIL. É concedido aos Supremo Magos das jurisdições irmãs e aos Magos do grau IX por serviços relevantes prestados à Sociedade.
A publicação semestral da SRIL é chamada "Demanda"

## Estrutura e governança
A Ordem é subdividida em três Ordens menores, cada uma com sua própria governança. As várias ordens conferem um total de nove graus .

### Primeira ordem
Os membros da 1ª Ordem (Frater (singular) Fratres (plural)) reúnem-se num Colégio, o que equivale a uma Loja. Um Colégio tem o poder de conferir os quatro primeiros graus da Sociedade, também chamados de Graus de Aprendizagem .
- Grau I - Zelator
- Grau II - Theoricus
- Grau III - Prática
- Grau IV - Philosophus

Um período mínimo de seis meses deve decorrer entre o recebimento de cada um destes graus. No entanto, a ênfase no trabalho da sociedade é aprender; portanto, todos os membros são incentivados a apresentar um artigo de seu próprio original sobre algum tópico de interesse em sessão do Colégio

### Segunda Ordem
Isto é o equivalente a uma Grande Loja Maçônica Provincial e é chefiada por um Adepto Chefe e o seu vice (Suffragante), que têm jurisdição sobre todos as Colégios da Primeira Ordem da Província.
O Chefe Adepto tem o poder de conferir mais três Graus deste nível a Fratres de Grau IV merecedores, que sejam membros da Sociedade há pelo menos quatro anos.
- Grau V - Adeptus Minor
- Grau VI - Adeptus Major
- Grau VII - Adeptus Exemptus

Um período mínimo de um ano deve decorrer entre o recebimento dos graus neste nível. Um membro só pode servir como Celebrante (Mestre) de um Colégio da Primeira Ordem depois de receber o grau de Adeptus Exemptus.

### Terceira Ordem
Isto é o equivalente a uma Grande Loja, e é liderado por um Supremo Mago, coadjuvado por um Supremo Mago Substituto Sénior e um Supremo Mago Substituto Júnior.
Os Membros da Segunda Ordem que prestaram serviço à sociedade e forem selecionados pelo Supremo Mago para esse avanço podem receber mais dois Graus.
- Grau VIII - Magister
- Grau IX - Magus

## Influências
Em 1888, três membros da SRIA ( William Robert Woodman, William Wynn Westcott e Samuel Liddell MacGregor Mathers  ) formaram a Ordem Hermética da Aurora Dourada, que removeu os requisitos de filiação, permitindo não-cristãos, não-maçons, e mulheres para participar. Grande parte da estrutura da SRIA sobreviveu na nova Ordem, que continuou a influenciar bastante o reavivamento oculto ocidental moderno no século XX.